# Wappen Trinidad und Tobagos
Das Wappen von Trinidad und Tobago wurde am 9. August 1962 von Königin Elisabeth II. zur Unabhängigkeit verliehen.

## Beschreibung
Das Wappen ist in Schwarz und Rot durch einen silbernen Sparren geteilt.
Im oberen Feld des Schildes sind zwei goldene fliegende zugewendete Kolibris als Symbol für die Naturreichtümer abgebildet.
Auf dem Schild ruht ein goldener Spangenhelm mit silber-roten Helmdecken. Aus einem silber-roten Helmwulst ragt eine grüne fruchtende Palme empor als ein Zeichen für die Natur des Landes und geht auf das Siegel der britischen Kolonie Tobago zurück; das goldene Steuerrad vor der Palme steht für die wichtige Stellung der Seefahrt.
Im unteren Feld ist eine goldene Steelpan-Trommel, in Trinidad erfunden und das nationale Musikinstrument, mit zwei ebenfalls goldenen Schlägeln.
Schildhalter sind rechts ein roter goldgeschnäbelter Scharlachsichler für Trinidad und links ein Rotschwanzguan (aus der Gattung der Hokkohühner) für Tobago. Diese beiden Vogelarten gibt es nur auf diesen Inseln. Sie stehen auf den jeweils stilisierten Inseln.
Der Schild liegt auf einem Fundament, das aus Wellen und den drei Bergen besteht, die der Insel ihren Namen gaben. Das spanische Wort „Trinidad“ bedeutet Dreifaltigkeit.
Unter den Inseln befindet sich eine goldene Schriftrolle mit einem schwarzen englischen Schriftzug mit Majuskeln die Wappendevise:
„Together we aspire - together we achieve“
(„Zusammen streben wir empor - zusammen werden wir das Ziel erreichen.“)

## Historische Wappen
Im unteren Feld des Schildes waren drei goldene Karavellen mit weißen gesetzten Segeln, stellvertretend für die drei Schiffe „Santa Maria“, „Pinta“ und „Nina“ des Kolumbus, die 1498 auf Trinidad landeten und als Zeichen für das Meer, welches die Staatsteile verbindet.
Im August 2024 kündigte Premierminister Keith Rowley auf dem Jahreskongress des People’s National Movement an, dass seine Regierung plane, die Segelschiffe von Kolumbus aus dem Wappen zu entfernen und sie durch die Steelpan-Trommel zu ersetzen. Dies sei als Teil der Bemühungen um die Beseitigung „kolonialer Überreste“ zu verstehen.